# Pristidactylus alvaroi
Pristidactylus alvaroi — вид ігуаноподібних ящірок родини Leiosauridae. Ендемік Чилі. Вид названий на честь Альваро Доносо-Барроса, сина автора опису виду Роберто Доносо-Барроса.

## Поширення і екологія
Pristidactylus alvaroi мешкають в горах Чилійського прибережного хребта, зокрема в гірському масиві Серро-Ель-Робле в регіоні Вальпараїсо та в гірському масиві Альтос-де-Чікаума в Столичному регіоні Сантьяго. Вони живуть в помірних нотофагусових лісах Nothofagus macrocarpa, на висоті від 1000 до 2200 м над рівнем моря. Живляться комахами, відкладають яйця.

## Збереження
МСОП класифікує цей вид як такий, що перебуває під загрозою зникнення. Pristidactylus alvaroi загрожує знищення природного середовища.